# Dobranjsko polje
Dobranjsko polje je malo krško polje u Bosni i Hercegovini.
Smješteno je jugoistočno od Livna, a nalazi se na 818 metara nadmorske visine. U polju nema vodotoka, ali je moguće plavljenje. Kako u polju i njegovom obodu nema izvora još prije Prvog svjetskog rata lokalni su stanovnici gradili čatrnje. Sjeveroistočno od Dobranjskog nalazi se manje Potočko polje od kojeg ga razdvaja brdo Debeljača (951 m).
Na rubu polja smješteno je naselje Dobro.